# Face the Heat Tour
Face the Heat Tour es la duodécima gira mundial de conciertos de la banda alemana de hard rock y heavy metal Scorpions, para promocionar el álbum Face the Heat de 1993. Comenzó el 14 de septiembre de 1993 en el Estadio Nea Smyrni de Atenas en Grecia y culminó el 20 de julio de 1994 en el recinto Sunrise Musical Theater de Sunrise (Florida) en los Estados Unidos. A pesar de que fue su tour con menos fechas en comparación a las anteriores, esta les permitió tocar por primera vez en varios países como los europeos Turquía, Bulgaria, Rumania y Polonia, los latinoamericanos Argentina, Chile, México y Venezuela y la ciudad-estado de Singapur.

## Antecedentes
La gira se inició el 14 de septiembre en Atenas, Grecia, convirtiéndose en el primer concierto del bajista Ralph Rieckermann que ingresó en 1992 en reemplazo de Francis Buchholz. Dicho evento dio paso a la única visita por Europa, donde destacaron sus primeros conciertos en Turquía, Bulgaria, Rumania y Polonia. Además y por primera vez en su carrera tocaron en una ciudad de la ex Alemania Oriental, Leipzig, el 6 de octubre. Durante las primeras fechas europeas fueron teloneados por Duff McKagan y Trade Mark, mientras que en los conciertos por Bucarest y Budapest, la banda Dance fueron los encargados de abrir sus shows. Desde su presentación en República Checa, Duff McKagan fue el único telonero de la gira europea, a excepción de dos conciertos; uno en Sarrebruck donde los españoles Héroes del Silencio estuvieron a cargo de abrir el show y otro en París, donde Paradise Lost y Sepultura los acompañaron junto a McKagan. Su último concierto por Europa y además de 1993, se celebró el 15 de noviembre en la ciudad francesa de Caen.
El 24 de enero de 1994 dieron inicio a su visita por Asia, que contó con tres conciertos en tres ciudades de Japón y su primer concierto en Singapur dado el 5 de febrero. El 19 del mismo mes comenzaron la primera parte por Norteamérica, que los llevó a 19 ciudades de la zona oeste de los Estados Unidos y que contaron con King's X como banda de soporte. Por su parte, desde el 23 de marzo hasta el 9 de abril estuvieron de gira por primera vez en Latinoamérica con tres presentaciones en México, dos en Brasil y una en Argentina, Chile y Venezuela. El 8 de junio comenzaron su segunda y última parte por Norteamérica con presentaciones en los Estados Unidos y tres fechas en Canadá, donde contaron con los australianos The Poor como teloneros, quienes en ese mismo mes habían publicado su álbum debut Who Cares. La gira culminó el 20 de julio de 1994 en la ciudad estadounidense de Sunrise (Florida).

## Lista de canciones
A lo largo de la gira tocaron un solo listado de canciones, que de acuerdo al país donde tocaban incluían o excluían ciertos temas. Dentro de las sorpresas que incluyó el listado fue que interpretaron la versión completa de «Coming Home» e incorporaron una sección acústica que se compuso de las canciones «When the Smoke is Going Down», «Always Somewhere», «Under the Same Sun» y «Holiday». Desde su primer concierto en Grecia en 1993 hasta su presentación en Singapur en 1994, era invitado el guitarrista Michael Schenker a tocar la guitarra acústica en esta sección e incluso tocaban el tema «Positive Forward», que fue escrita por el menor de los Schenker para su primer disco como solista, Thank You. 
En ciertos shows tocaban algunos covers como «Everybody Needs Somebody to Love» en Tokio y «L.A. Woman» en Los Ángeles (California). Además, en sus presentaciones por Ciudad de México tocaron exclusivamente para ellos una versión de «Ave María No Morro». Por último, en los países latinoamericanos interpretaron la versión en español de «Wind of Change». A continuación las listas de canciones dadas en el Palacio de los Deportes de Ciudad de México y en el Nippon Budokan de Tokio, Japón.
1. «Coming Home»
2. «Big City Nights»
3. «Someone to Touch»
4. «Tease Me Please Me»
5. «Don't Believe Her»
6. «Is There Anybody There?»
7. «Coast to Coast»
8. «No Pain No Gain»
9. «When the Smoke is Going Down»
10. «Always Somewhere»
11. «Under the Same Sun»
12. «Holiday »
13. «Alien Nation»
14. «The Zoo»
15. «Bad Boys Running Wild»
16. «Blackout»
17. «Still Loving You»
18. «Wind of Change»
19. «Everybody Needs Somebody to Love» (cover)
20. «Rock You Like a Hurricane»

1. «Coming Home»
2. «Big City Nights»
3. «Tease Me Please Me»
4. «Don't Believe Her»
5. «Under the Same Sun»
6. «Coast to Coast»
7. «No Pain No Gain»
8. «When the Smoke is Going Down»
9. «Always Somewhere»
10. «Ave María No Morro»
11. «Holiday»
12. «Alien Nation»
13. «The Zoo»
14. «In Trance»
15. «He's a Woman She's a Man»
16. «Bad Boys Running Wild»
17. «Hit Between the Eyes»
18. «Blackout»
19. «Still Loving You»
20. «Wind of Change» (versión español)
21. «No One Like You»
22. «Rock You Like a Hurricane»

## Fechas

### Fechas de 1993
| Fecha            | País            | Ciudad             | Recinto/Festival                | Notas                                                  |
| Europa           | Europa          | Europa             | Europa                          | Europa                                                 |
| ---------------- | --------------- | ------------------ | ------------------------------- | ------------------------------------------------------ |
| 14 de septiembre | Grecia          | Atenas             | Estadio Nea Smyrni              | teloneados por Duff McKagan y Trade Mark               |
| 16 de septiembre | Turquía         | Esmirna            | Alsancak Stadium                | teloneados por Duff McKagan y Trade Mark               |
| 17 de septiembre | Turquía         | Estambul           | Estadio BJK İnönü               | teloneados por Duff McKagan y Trade Mark               |
| 19 de septiembre | Bulgaria        | Sofía              | Estadio Nacional Vasil Levski   | teloneados por Duff McKagan y Trade Mark               |
| 21 de septiembre | Rumania         | Bucarest           | Stadionul Dinamo                | teloneados por Dance                                   |
| 23 de septiembre | Hungría         | Budapest           | Budapest Sportcsarnok           | teloneados por Dance                                   |
| 26 de septiembre | República Checa | Ostrava            | Dolní oblast Vítkovice          | teloneados por Duff McKagan                            |
| 30 de septiembre | Polonia         | Varsovia           | Legia Tennis Centre             | teloneados por Duff McKagan                            |
| 1 de octubre     | Alemania        | Hamburgo           | Alsterdorfer Sporthalle         | teloneados por Duff McKagan                            |
| 2 de octubre     | Alemania        | Hamburgo           | Alsterdorfer Sporthalle         | teloneados por Duff McKagan                            |
| 4 de octubre     | Alemania        | Kiel               | Ostseehalle                     | teloneados por Duff McKagan                            |
| 5 de octubre     | Alemania        | Berlín             | Deutschlandhalle                | teloneados por Duff McKagan                            |
| 6 de octubre     | Alemania        | Leipzig            | Messehalle                      | teloneados por Duff McKagan                            |
| 8 de octubre     | Austria         | Viena              | Wiener Stadthalle               | teloneados por Duff McKagan                            |
| 9 de octubre     | Austria         | Viena              | Wiener Stadthalle               | teloneados por Duff McKagan                            |
| 11 de octubre    | Alemania        | Fráncfort del Meno | Festhalle                       | teloneados por Duff McKagan                            |
| 12 de octubre    | Alemania        | Núremberg          | Frankenhalle                    | teloneados por Duff McKagan                            |
| 16 de octubre    | Alemania        | Múnich             | Olympiahalle                    | teloneados por Duff McKagan                            |
| 18 de octubre    | Alemania        | Dortmund           | Westfalenhalle                  | teloneados por Duff McKagan                            |
| 19 de octubre    | Países Bajos    | Róterdam           | Ahoy Rotterdam                  | teloneados por Duff McKagan                            |
| 21 de octubre    | Alemania        | Sarrebruck         | Saarlandhalle                   | teloneados por Héroes del Silencio                     |
| 22 de octubre    | Alemania        | Stuttgart          | Pabellón Hanns Martin Schleyer  | teloneados por Duff McKagan                            |
| 23 de octubre    | Francia         | Estrasburgo        | Hall Rhenus                     | teloneados por Duff McKagan                            |
| 25 de octubre    | Francia         | Montpellier        | Le Zénith                       | teloneados por Duff McKagan                            |
| 26 de octubre    | España          | Barcelona          | Zeleste                         | teloneados por Duff McKagan                            |
| 27 de octubre    | España          | Madrid             | Sala Canciller                  | teloneados por Duff McKagan                            |
| 29 de octubre    | Portugal        | Lisboa             | Cascais Bullfight Arena         | teloneados por Duff McKagan                            |
| 31 de octubre    | España          | San Sebastián      | Velódromo de Anoeta             | teloneados por Duff McKagan                            |
| 2 de noviembre   | Italia          | Assago             | Forum di Assago                 | teloneados por Duff McKagan                            |
| 3 de noviembre   | Suiza           | Zúrich             | Hallenstadion                   | teloneados por Duff McKagan                            |
| 4 de noviembre   | Alemania        | Ulm                | Donauhalle Ulm                  | teloneados por Duff McKagan                            |
| 7 de noviembre   | Suiza           | Lausana            | Patinoire de Malley             | teloneados por Duff McKagan                            |
| 9 de noviembre   | Francia         | París              | Palais Ominsport de París-Bercy | teloneados por Duff McKagan, Paradise Lost y Sepultura |
| 10 de noviembre  | Bélgica         | Gante              | Flanders Expo                   | teloneados por Duff McKagan                            |
| 12 de noviembre  | Francia         | Tolón              | Zénith Oméga                    | teloneados por Duff McKagan                            |
| 13 de noviembre  | Francia         | Grenoble           | Le Summum                       | teloneados por Duff McKagan                            |
| 14 de noviembre  | Francia         | Maxéville          | Zénith Nancy                    | teloneados por Duff McKagan                            |
| 15 de noviembre  | Francia         | Caen               | Zénith de Caen                  | teloneados por Duff McKagan                            |

### Fechas de 1994
| Fecha           | País           | Ciudad           | Recinto/Festival              | Notas                   |
| Asia            | Asia           | Asia             | Asia                          | Asia                    |
| --------------- | -------------- | ---------------- | ----------------------------- | ----------------------- |
| 24 de enero     | Japón          | Tokio            | Nippon Budokan                |                         |
| 25 de enero     | Japón          | Osaka            | Festival Hall                 |                         |
| 26 de enero     | Japón          | Nagoya           | Aichi Kōsei Nenkin Kaikan     |                         |
| 5 de febrero    | Singapur       | Singapur         | Estadio Cubierto de Singapur  |                         |
| Norteamérica    |                |                  |                               |                         |
| 19 de febrero   | Estados Unidos | El Paso          | Special Events Center         | teloneados por King's X |
| 21 de febrero   | Estados Unidos | Denver           | McNichols Sports Arena        | teloneados por King's X |
| 22 de febrero   | Estados Unidos | Salt Lake City   | Delta Center                  | teloneados por King's X |
| 24 de febrero   | Estados Unidos | Tucson           | Centro de Convenciones        | teloneados por King's X |
| 26 de febrero   | Estados Unidos | Las Vegas        | Aladdin Theatre               | teloneados por King's X |
| 1 de marzo      | Estados Unidos | Reno             | desconocido                   | teloneados por King's X |
| 2 de marzo      | Estados Unidos | Sacramento       | ARCO Arena                    | teloneados por King's X |
| 4 de marzo      | Estados Unidos | Fresno           | Selland Arena                 | teloneados por King's X |
| 5 de marzo      | Estados Unidos | San José         | San Jose Arena                | teloneados por King's X |
| 7 de marzo      | Estados Unidos | Bakersfield      | Bakersfield Convention Center | teloneados por King's X |
| 9 de marzo      | Estados Unidos | San Diego        | San Diego Sports Arena        | teloneados por King's X |
| 10 de marzo     | Estados Unidos | Los Ángeles      | Tower Records                 | teloneados por King's X |
| 12 de marzo     | Estados Unidos | Irvine           | Irvine Meadows                | teloneados por King's X |
| 14 de marzo     | Estados Unidos | Phoenix          | Memorial Coliseum             | teloneados por King's X |
| 15 de marzo     | Estados Unidos | Albuquerque      | Tingley Coliseum              | teloneados por King's X |
| 17 de marzo     | Estados Unidos | Dallas           | Reunion Arena                 | teloneados por King's X |
| 18 de marzo     | Estados Unidos | Houston          | The Summit                    | teloneados por King's X |
| 19 de marzo     | Estados Unidos | San Antonio      | HemisFair Arena               | teloneados por King's X |
| 21 de marzo     | Estados Unidos | Austin           | Frank Erwin Center            | teloneados por King's X |
| Latinoamérica   |                |                  |                               |                         |
| 23 de marzo     | México         | Ciudad de México | Palacio de los Deportes       |                         |
| 24 de marzo     | México         | Ciudad de México | Palacio de los Deportes       |                         |
| 25 de marzo     | México         | Monterrey        | Auditorio Fundidora           |                         |
| 29 de marzo     | Brasil         | Sao Paulo        | Olympia                       |                         |
| 30 de marzo     | Brasil         | Sao Paulo        | Olympia                       |                         |
| 1 de abril      | Argentina      | Buenos Aires     | Estadio Obras Sanitarias      |                         |
| 5 de abril      | Chile          | Santiago         | Teatro Monumental             |                         |
| 9 de abril      | Venezuela      | Caracas          | Poliedro de Caracas           | teloneados por Arkángel |
| Norteamérica II |                |                  |                               |                         |
| 8 de junio      | Estados Unidos | Nashville        | Starwood Amphitheatre         | teloneados por The Poor |
| 9 de junio      | Estados Unidos | Memphis          | Mud Island Amphitheatre       | teloneados por The Poor |
| 11 de junio     | Estados Unidos | Bonner Springs   | Sandstone Amphitheater        | teloneados por The Poor |
| 12 de junio     | Estados Unidos | Maryland Heights | Riverport Amphitheatre        | teloneados por The Poor |
| 14 de junio     | Estados Unidos | Saint Paul       | Roy Wilkins Auditorium        | teloneados por The Poor |
| 15 de junio     | Estados Unidos | Cedar Rapids     | Five Seasons Center           | teloneados por The Poor |
| 16 de junio     | Estados Unidos | Tinley Park      | World Music Theatre           | teloneados por The Poor |
| 18 de junio     | Estados Unidos | East Troy        | Alpine Valley Music Theatre   | teloneados por The Poor |
| 21 de junio     | Estados Unidos | Cleveland        | desconocido                   | teloneados por The Poor |
| 22 de junio     | Estados Unidos | Columbus         | Polaris Amphitheater          | teloneados por The Poor |
| 24 de junio     | Estados Unidos | Noblesville      | Deer Creek Music Center       | teloneados por The Poor |
| 25 de junio     | Canadá         | Vaughan          | Kingswood Music Theatre       | teloneados por The Poor |
| 26 de junio     | Estados Unidos | Clarkston        | Pine Knob Music Theatre       | teloneados por The Poor |
| 28 de junio     | Canadá         | Quebec           | Colisée de Québec             | teloneados por The Poor |
| 29 de junio     | Canadá         | Montreal         | Forum de Montreal             | teloneados por The Poor |
| 1 de julio      | Estados Unidos | Columbia         | Merriweather Post Pavilion    | teloneados por The Poor |
| 2 de julio      | Estados Unidos | Weedsport        | Cayuga Fairgrounds            | teloneados por The Poor |
| 5 de julio      | Estados Unidos | Warwick          | Rocky Point Palladium         | teloneados por The Poor |
| 6 de julio      | Estados Unidos | Old Bridge       | Birch Hill Nite Club          | teloneados por The Poor |
| 8 de julio      | Estados Unidos | Darien           | Darien Performing Arts Center | teloneados por The Poor |
| 9 de julio      | Estados Unidos | New Britain      | The String                    | teloneados por The Poor |
| 10 de julio     | Estados Unidos | Hampton          | Hampton Beach Club Casino     | teloneados por The Poor |
| 12 de julio     | Estados Unidos | Nueva York       | Beacon Theater                | teloneados por The Poor |
| 13 de julio     | Estados Unidos | Nueva York       | Beacon Theater                | teloneados por The Poor |
| 15 de julio     | Estados Unidos | Atlanta          | The Masquerade                | teloneados por The Poor |
| 16 de julio     | Estados Unidos | Tampa            | USF Sun Dome                  | teloneados por The Poor |
| 17 de julio     | Estados Unidos | Jacksonville     | Jacksonville Coliseum         | teloneados por The Poor |
| 19 de julio     | Estados Unidos | Sunrise          | Sunrise Music Theater         | teloneados por The Poor |
| 20 de julio     | Estados Unidos | Sunrise          | Sunrise Music Theater         | teloneados por The Poor |

## Músicos
- Klaus Meine: voz
- Rudolf Schenker: guitarra rítmica
- Matthias Jabs: guitarra líder y talk box
- Ralph Rieckermann: bajo
- Herman Rarebell: batería